# Tourneetheater

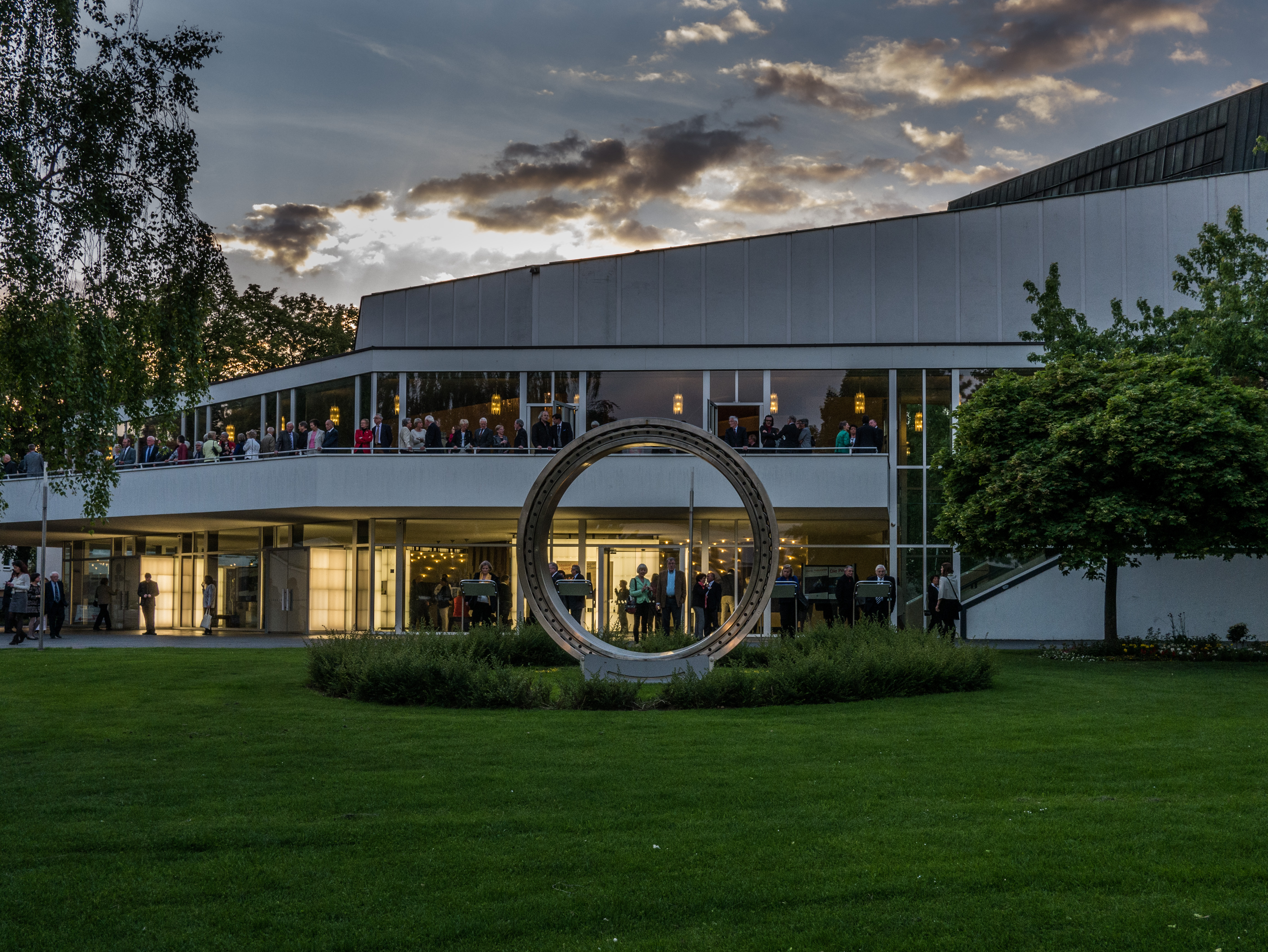
Theater der Stadt Schweinfurt, eines der großen Bespieltheater im deutschsprachigen Raum

Als Tourneetheater (auch: Wandertheater) werden Theaterunternehmen – in der Regel von einem Theaterproduzenten betrieben – bezeichnet, die keine feste Spielstätte bespielen, sondern ihre Produktionen ausschließlich (oder hauptsächlich) als Gastspiele präsentieren. Tourneetheater-Unternehmen haben oft kein eigenes Ensemble, sondern stellen für jede Produktion ein eigenes Ensemble zusammen. 
Spielstätten, an denen solche Gastspiele stattfinden, werden Gastspielhäuser, Gastspieltheater oder auch Bespieltheater genannt.  

## Diverse Möglichkeiten
Viele kleinere und mittlere Städte im deutschsprachigen Raum, aber auch einige Großstädte, verfügen über kein öffentlich subventioniertes Stadt- oder Staatstheater mit eigenem Ensemble, sondern buchen Gastspiele von öffentlichen Landesbühnen und privaten Tourneetheatern. Auch ansonsten ortsfeste öffentliche und private Theaterensembles gehen manchmal zusätzlich auf Tournee. Koproduktionen öffentlicher Theater mit privaten Tourneebühnen sind ebenfalls möglich. Etwa 400 Städte mit Gastspieltheatern im deutschsprachigen Raum haben sich in der Interessengemeinschaft der Städte mit Theatergastspielen zusammengeschlossen.
Einige der großen Gastspieltheater bieten in ihrem Programm sowohl eigene Produktionen als auch Tourneegastspiele. Die Bandbreite der Spielstätten reicht von kleineren historischen Theaterbauten über Bürgerhäuser, Stadthallen, Kulturhäuser und multifunktionelle Kongress- und Kulturzentren bis hin zu modernen Großtheatern, die von größeren Stadttheatern baulich nicht zu unterscheiden sind. 

## Städte mit großen Gastspieltheatern
Zu den großen städtischen Gastspieltheatern im deutschsprachigen Raum gehören z. B. das Stadttheater Fürth (das allerdings mittlerweile vermehrt Eigenproduktionen zeigt), das Theater und Konzerthaus Solingen, das STADEUM in Stade, das Theater Itzehoe, das Forum in Leverkusen, der Pfalzbau in Ludwigshafen am Rhein, die Paderhalle in Paderborn, das Teo-Otto-Theater in Remscheid, das Stadttheater Rüsselsheim, das Theater der Stadt Schweinfurt, das Apollo-Theater Siegen, das Theater Wolfsburg und das Theater Winterthur.

## Vor- und Nachteile von Gastspieltheatern
Diese großen Gastspieltheater bieten eine Spielzeit von Schauspielen, Konzerten und oft auch Tanz- und Musiktheaterproduktionen mit ähnlich vielen Aufführungen wie ein ortsfestes Stadttheater, wobei idealerweise sogar mehr verschiedene Stücke in größerer stilistischer Bandbreite gezeigt werden können. 
Ein Nachteil des Tourneetheaterwesens ist, dass die positiven Effekte der ständigen Anwesenheit eines Bühnenensembles oder Orchesters auf das sonstige städtische Kulturleben und die Kulturszene notwendigerweise ausbleiben. Dazu gehören etwa freie Projekte von Schauspielern und Regisseuren außerhalb des Stadttheaters, Konzerte und Musikunterricht durch Orchestermusiker, langfristige theaterpädagogische Kooperationen oder auch ganz schlicht die Möglichkeit für Künstler und Publikum, sich im Theater wie im Alltag zu begegnen, Meinungen auszutauschen und sich so kennenzulernen.

## Wirtschaftlichkeit
Das Programm der privaten Theaterproduzenten bzw. Tourneetheaterveranstalter muss sich wirtschaftlich rechnen; staatliche Subventionen gehen nur indirekt über die Bezahlung der Gastspiele durch städtische Kulturämter in das Betriebskalkül ein. Kunden der deutschsprachigen Tourneetheater sind somit in erster Linie die öffentlichen Auftraggeber. Meist werden die Besucher vom Betreiber über günstige Abonnements an eine Spielstätte gebunden. Je nach der kulturpolitischen Zielvorgabe und den räumlichen und finanziellen Möglichkeiten wird dabei ein Programm zusammengestellt, das einerseits dem Kulturauftrag der Kommunen gerecht werden soll, aber auch etwa mit Boulevardkomödien und mit aus Film und Fernsehen bekannten Schauspielern das oft ältere Abonnentenpublikum ansprechen soll.

## Bekannte private Theaterunternehmen
Bekannte und traditionsreiche private Tourneetheaterunternehmen sind das Euro-Studio Landgraf, die a.gon Theaterproduktion, das Tourneetheater Greve, die Neue Schaubühne München, das Ton und Kirschen Wandertheater und das österreichische Ensemble Der Grüne Wagen.